# Tomasz Bobrowski
Tomasz Bobrowski (ur. 19 grudnia 1979 w Sieradzu) – polski kulturysta, członek kadry narodowej. Mieszka w Trójmieście, gdzie trenuje oraz prowadzi treningi personalne.

## Osiągnięcia
2003
- I miejsce w kat. 80 kg. oraz II miejsce w kat. OPEN w Debiutach Kulturystycznych;
- I miejsce w Ogólnopolskich Zawodach Kulturystycznych w Słupsku.

2004 
- I miejsce w Ogólnopolskich Zawodach Kulturystycznych w Słupsku;
- III miejsce na Mistrzostwach Polski w Kulturystyce w kat. 87,5 kg.

2006 
- II miejsce w kat. 90 kg w Mistrzostwach Polski w Warszawie.

2007 
- II miejsce w kat. 100 kg w Mistrzostwach Polski w Warszawie;
- debiut na Mistrzostwach Europy - 9. miejsce

2008
- II miejsce na Grand Prix Szwecji;
- I miejsce w kat. 100 kg oraz III miejsce w kat. OPEN na GP Oslo;
- II miejsce w kat. 100 kg - Loaded Cup w Danii;
- Mistrzostwo Polski w kat. 100 kg i w kat. OPEN;
- III miejsce na GP Rypin.

2010
- brązowy medal na Mistrzostwach Europy w kat. 100 kg.

2011
- IV miejsce w Pucharze Polski;
- XV miejsce w kat. 90 kg w Mistrzostwach Świata w Bombaju.

2012
- VIII miejsce w Pucharze Polski w Mińsku Mazowieckim.

2014
- IX miejsce na prestiżowych zawodach Arnold Classic w Stanach Zjednoczonych

2016
- III miejsce na prestiżowych zawodach Amateur Mr. Olympia Europe w kategorii do 100kg

## Dane personalne
- Wzrost: 175 cm
- Waga poza sezonem startowym: około 119 kg
- Waga startowa: około 104 kg
- Klub: Efekt Toruń